# 맹검법
맹검법(盲檢法, blinded experiment)은 실험을 수행할 때 편향의 작용을 막기 위해 실험이 끝날 때까지 실험자 또는 피험자에게 특정한 정보를 공개하지 않는 것이다. 여기서 막으려고 하는 선입견은 의도적인 것일 수도 있고 무의식적인 것일 수도 있다. 실험자와 피험자에게 모두 맹검이 적용되었을 경우 이중맹검법(二重盲檢法, double-blind trial)이라고 한다.

## 같이 보기
- 플러시보(위약대조)

## 참고
- BRIC-조니사마이드, 파킨슨병의 운동기능 개선시켜